# Корнилов, Виктор Гаврилович
Виктор Гаврилович Корнилов (13 августа 1915, Покровка, Криничанский район — 21 февраля 2008) — советский борец вольного и классического стилей, самбист, чемпион и призёр чемпионатов СССР по самбо, призёр чемпионатов СССР по классической борьбе, мастер спорта СССР, Заслуженный тренер СССР (1978). Участник Великой Отечественной войны.

## Биография
Родился 13 августа (по другим данным 5 мая) 1915 года.
Окончил техникум физической культуры в 1937 году. Увлёкся борьбой в 1938 году. Участвовал в десяти чемпионатах СССР (1939—1951) по классической борьбе. Старший тренер ДСО «Динамо» в 1946—1976 годах. Тренер сборной Ленинграда по вольной борьбе 1970—1980 годов. Тренер сборной СССР по вольной борьбе 1970—1980 годов. В 1970-х годах неоднократно признавался лучшим тренером Ленинграда и СССР.

Могила Корнилова на Волковском православном кладбище Санкт-Петербурга.

Умер 21 февраля 2008 года. Похоронен на Волковском кладбище.

## Спортивные результаты
- Чемпионат СССР по классической борьбе 1945 года — ;
- Чемпионат СССР по классической борьбе 1948 года — ;
- Чемпионат СССР по самбо 1948 года — ;
- Чемпионат СССР по самбо 1949 года — ;
- Чемпионат СССР по самбо 1951 года — ;

## Известные воспитанники
- Албул, Анатолий Михайлович (1936—2013) — призёр Олимпийских игр, обладатель Кубка мира, чемпион СССР по вольной борьбе, Заслуженный мастер спорта СССР;
- Данилин, Виктор Тимофеевич (1923—1973) — чемпион и призёр чемпионатов СССР по самбо;
- Замятин, Юрий Петрович (1932—2013) — чемпион СССР по вольной борьбе, мастер спорта СССР, судья международной категории, кандидат педагогических наук, профессор;
- Иваницкий, Александр Владимирович (1937—2020) — борец вольного стиля и самбист, призёр чемпионата СССР по самбо, чемпион СССР, мира и Олимпийских игр по вольной борьбе, Заслуженный мастер спорта СССР;
- Новожилов, Виктор Владимирович (1950—1991) — борец вольного стиля, чемпион мира, Европы и СССР, вице-чемпион Олимпийских игр 1976 года в Монреале, Заслуженный мастер спорта СССР;
- Преображенский, Сергей Андреевич (1926—1988) — призёр чемпионатов СССР по вольной борьбе и самбо, чемпион СССР по гребле на байдарке-двойке, тренер сборной СССР на Олимпийских играх 1952, 1964, 1968, 1972, 1976 годов;
- Прутковский, Борис Александрович (1929—1976) — чемпион и призёр чемпионатов СССР по вольной борьбе, призёр чемпионатов СССР по самбо.